# Geologija
Geologíja (grško γη-: ge- - zemlja + λογος: logos - beseda, vzrok) je znanstvena veda o nastanku, razvoju in zgradbi Zemlje. Zato sodi med vede o Zemlji. Ukvarja se tudi z njeno zgradbo (kamnine, minerali), fizikalnimi lastnostmi in procesi, ki so oblikovali Zemljo. Znanstvenik, ki deluje na področju geologije, je geolog.
Prva spoznanja o geoloških pojavih pripisujemo antičnim Grkom, predvsem Aristotlu, ki je prvi sistematično razlagal geološke spremembe, še bolj pa njegovemu sodobniku Teofrastu, čigar delo z naslovom Peri Lithon (O kamnih) je temeljno delo o mineralih in rudah. Sodobna geologija nam omogoča izkoriščanje rudnih bogastev Zemlje in daje osnove za hipoteze o nastanku Zemlje ter življenja na njej.

## Zgodovina
Spoznanje o izvoru in razvoju Zemlje se je pojavilo postopoma, nekatera segajo v antično dobo. Šele v 15. stoletju so se začele sistematične raziskave vedenja o Zemlji, postopoma se pojavljajo nova dognanja, kar je bila osnova za nastanek geologije kot vede o sestavi, nastanku in zgradbi zemeljske skorje.
V srednjem veku so ostanke mrtvih organizmov šteli za »igro narave« ali kot dokaz o »vesoljnem potopu«. Leonardo da Vinci (1452 - 1519) je opozoril, da ena poplava ne more pojasniti porazdelitve fosilnih ostankov morskih organizmov na kopnem. Poleg tega, da je bil seznanjen z dolgim trajanjem geološke preteklosti, je prvi opisal geokemični ciklus (krožna pot elementa v naravi kot posledica geoloških procesov). Primer: voda spere sol iz tal in jo odnese v morje, ki zato postane slano, dvig morskega dna ustvari laguno, kjer voda izhlapi ter naloži novo plast, ki se spet lahko potopi, itd.). Leonardo da Vinci je spoznal tudi odnos erozije in dviga kopna (erozija vpliva na ravnovesje litosfere in ta pa ga obnavlja z dviganjem).
Širši interes za geološko problematiko je izzval razpravo med tako imenovanimi neptunisti in plutonisti. Neptunisti, na čelu z A. G. Wernerjem so oživili staro idejo Talesa iz Mileta (7/6 stoletje pr. n. št.), da je izvor kamnin litosfere - voda. Od tod ime po bogu oceana Neptunu. Plutonisti na čelu s J. Huttonom so oživili opažanja Strabona (1. stoletje pr. n. št.), ki je menil, da posamezne kamnine nastanejo v zvezi z vulkanskimi izbruhi. Od tod ime po bogu podzemlja, Plutonu.
H. B. de Saussure (18. stoletje) je prvi spoznal, da je nagnjenost plasti rezultat gibanja litosfere in prodiranja starejših kamnin skozi mlajše. E. de Beaumont (19. stoletje) je prvi spoznal vlogo razpoke v dolini Rena in trdil, da tektonske sile nastajajo zaradi ohlajanja Zemlje in krčenja njenega obsega.
Georges Cuvier (18/19. stoletje) je postavil temelje za znanstveno proučevanje fosilnih organizmov. William Smith (1769-1839) jih sistematično uporablja za določitev relativne starosti kamnin zemeljske skorje in nariše prvi geološki zemljevid, ki prikazuje območje Velike Britanije. Ugotavljali so tudi lateralno variabilnost istodobnih kamnin in tako ustvarili koncept facije (A. Gressly, 1838).
Z izumom radioaktivnosti so geologi dobili močno orodje za ugotavljanje starosti kamnin. Pred tem geološka časovna lestvica ni imela številk in ni se vedelo, kdaj se je začelo ali končalo katero od obdobij zgodovine Zemlje, določali os le relativne odnose. Starost Zemlje je prvi določil ameriški geokemik Clair Cameron Patterson, izhajajoč iz predpostavke, da je bil nastanek vseh teles sončevega sistema sočasen in je datiraj starost meteoritov. Njegova ocena 4,5 milijarde let se ni bistveno spremenila niti z razvojem drugih metod.
Najbolj znan in edini geolog, ki je vzorčil kamenje zunaj našega planeta, je bil dr. Harrison Schmitt (roj. 1935). On je bil geolog, astronavt in senator ter zadnja oseba, ki je stopila na Luno.
Izraz geosinklinala kot nestabilno sedimentno območje, ki ga tvorijo upogibanje in lomljenje zemljine skorji, pridobiva na pomenu leta 1900, ko je E. Haug dokazoval nastanek gorskih verig. Njegova hipoteza je bila, kot preveč zapletena in nepopolna z dokazi, obsojena na propad. Geosinklinala ostaja v središču zanimanja geologov vse sredine 1960, ko se je pokazala kot napačna in je bila nadomeščena z veliko bolj primerno teorijo o tektoniki plošč. Ta sprememba geološke paradigme in sprejemanje koncepta tektonike plošč velja za največji napredek v zgodovini geologije. Končno so geologi dobili preprosto in celovito teorijo, da je mogoče razložiti skoraj vse geološke procese - od potresov in izbruhov vulkanov, nastanku gora, vse do metamorfnih facij in tipov magmatizma. Najbolj odgovoren za razvoj teorije o tektoniki plošč sta bila Alfred Wegener, nemški geofizik, ki je populariziral hipotezo celin in Harry Hess, ameriški morski geolog, ki je spoznal tako imenovani proces širjenja morskega dna.

## Področja raziskav in metode dela
Geologi uporabljajo številna področja, laboratorijske in numerične metode modeliranja, da bi razvozlali zgodovino Zemlje in razumeli procese, ki se pojavljajo na in v Zemlji. V tipičnih geoloških preiskavah geologi uporabljajo osnovne informacije povezane s petrologijo (študije kamnin), stratigrafijo (študije sedimentnih plasti) in strukturno geologijo (študije položajev kamninskih plasti in njihovo deformacijo). V mnogih primerih geologi raziskujejo tudi sodobne prsti, reke, pokrajino in ledenike; preiskuje preteklo in sedanje življenje in biogeokemijske lastnosti ter uporabljajo geofizikalne metode za preiskave pod površjem. Področja raziskav so:
- Geofizika, ki pozna: plitve seizmične meritve, meritve z georadarji, električno tomografijo, gravimetrijo, magnetometrijo, geotermika. Obravnava fizikalne lastnosti Zemlje in pojave na njenem površju, notranjosti in ozračju (atmosferi, magnetosferi in medplanetarnem prostoru).
- Geokemija
- Geomorfologija
- Geomagnetologija
- Geotektonika
- Geologija kvartarja
- Hidrogeologija se uporablja za iskanje podtalnice in za spremljanje širjenja onesnaževalcev podzemnih tokov. Podatki iz vrtin se uporablja za paleoklimatske rekonstrukcije, ki povedo geologom o preteklosti in sedanjosti temperature, padavin in morske gladine po vsem svetu. Ti podatki so glavni viri informacij o globalnih podnebnih spremembah.
- Inženirska geologija je uporaba geoloških načel v inženirski praksi z namenom, da so geološki dejavniki, ki vplivajo na lokacijo, projektiranje, gradnjo, delovanje in vzdrževanje gradbenih inženirskih objektov ustrezno izvedeni. V gradbeništvu se geološka načela in analize uporabljajo, da bi ugotovili mehanske karakteristike materiala, na katerem bodo zgrajeni objekti. To je predvsem pomembno pri gradnji predorov, mostov in stolpnic.
- Mineralogija preučuje minerale, rudnine)

- Paleontologija, kamor sodita še: mikropalentologija in palinologija
- tloslovje (pedologija)
- Petrologija preučuje kamnine
- Seizmologija preučuje potrese
- Stratigrafija kamor sodijo: biostratigrafija, kemostratigrafija, kronostratigrafija in litostratigrafija
- Vulkanologija preučuje vulkane
- Gospodarska geologija: geologi iščejo in upravljajo naravne vire na Zemlji, kot so nafta in premog in rudna bogastva (kovine - železo, baker, uran)
  - rudarska geologija, povezana z montanistiko: obsega izkoriščanje rudnih bogastev iz zemlje (kamnov, kovin in veliko mineralov kot so azbest, perlit, sljude, fosfati, zeoliti, gline, plovec, kremena in silicijev dioksid, kot tudi elemente, kot so žveplo, klor in helij).
  - naftna geologija: naftni geologi raziskujejo lokacije na Zemlji, ki lahko vsebujejo ogljikovodike, predvsem nafto in zemeljski plin. Ker so mnoge od teh lokacij v sedimentnih bazenih, proučujejo nastanek teh, kot tudi njihov sedimentni in tektonski razvoj in današnje pozicije kamninskih plasti.
- geokronologija
- geodezija
- mikrobiologija
- geostatistika
- paleoklimatologija
- zgodovinska geologija
- sedimentologija
- speleologija
- strukturna geologija

Geološko kartiranje
- Strukturno kartiranje: lokacije večjih kamninskih enot, napak in gub, ki so privedle do njihove umestitve.
- Stratigrafsko kartiranje: lokacije sedimentnih facij (litofacije in biofacije) ali kartiranje izobar enake debeline sedimentne kamnine.
- Površinsko kartiranje: lokacije tal in površinski nanosi.

Raziskovanje topografskih značilnosti
- Izdelava topografskih kart
- Delo za razumevanje sprememb na področju krajine, vključno z: 
  - vzorci erozije in odlaganja
  - spremembe rečne struge glede na migracije in trganje bregov
  - nasilno spremembe obrežij

Geofizikalne metode se uporabljajo za:
- raziskovanje ogljikovodikov
- iskanje podtalnice
- lociranje vkopanih arheoloških artefaktov

Naravne nesreče
Geologi in geofiziki raziskujejo naravne nevarnosti, da bi se uveljavilo varne gradbene predpise in sisteme opozarjanja, ki se uporabljajo za preprečevanje izgube premoženja in življenj. Primeri pomembnih naravnih nesreč, ki so pomembne za geologijo so:
- plazovi,
- potresi,
- poplave,
- zemeljski plazovi in drobirski tokovi,
- migracije rečnih strug in nasilno trganje bregov,
- utekočinjanje,
- vrtače,
- pogrezanje.

## Regionalna geologija
Regionalna geologija členi Zemljo na posamezne zaokrožene regije: kontinente, oceane, gorstva, kopenske vodne bazene, rudne pasove in druge enote, prikazuje njihovo sestavo, koristne surovine in druge elemente narave. Ob stratigrafskih elementih in splošni geologiji, je pozornost usmerjena tudi k problemom ciljnega interesa (mineralne surovine, voda, možnost geotehničnih posegov in podobno). Obstaja tudi tesna povezava med inženirsko geologijo in hidrogeologijo, rudarsko geologijo, seizmologijo, oceanologijo, itd.